# 沙子街道
沙子街道，是中华人民共和国贵州省铜仁市沿河土家族自治县下辖的一个街道办事处。
2015年1月23日，贵州省人民政府批复同意沿河县乡镇行政区划调整，新设置的沙子街道辖原沙子镇，办事处驻新沙村。

## 行政区划
沙子街道下辖以下地区：
新沙村、永红村、南庄村、龙家岩村、金龙村、井田堡村、甘溪沟村、石先村、楠木村、玉桐村、十二盘村、塘山村、偏岩阡村、纸坊村、大漆村、板桥村、白泥村、渔塘村、明星村、关土村、龙凤村、回洞村、黄金村、龙头村、井坝村、兴龙村、岩溪村、米溪村、云峰村、石堰村、大垭口村和岩门村。

## 特产
沙子空心李：中国地理标志产品。